# Lê Khả Phiêu
Lê Khả Phiêu (27 tháng 12 năm 1931 – 7 tháng 8 năm 2020) là một chính trị gia người Việt Nam. Ông từng giữ chức vụ Tổng Bí thư Ban Chấp hành Trung ương Đảng Cộng sản Việt Nam từ tháng 12 năm 1997 đến tháng 4 năm 2001. Ông cũng từng là Ủy viên Bộ Chính trị, Thường trực Bộ Chính trị Ban Chấp hành Trung ương Đảng Cộng sản Việt Nam, Bí thư Quân ủy Trung ương, Trưởng Ban Bảo vệ Chính trị Nội bộ Trung ương. Ông cũng đồng thời là một tướng lĩnh trong Quân đội nhân dân Việt Nam, từng giữ chức vụ Chủ nhiệm Tổng cục Chính trị Quân đội nhân dân Việt Nam, hàm Thượng tướng.

## Xuất thân và binh nghiệp
Lê Khả Phiêu sinh ngày 27 tháng 12 năm 1931 tại thôn Thạch Khê Thượng, xã Đông Khê, huyện Đông Sơn (nay là phường Đông Sơn), tỉnh Thanh Hóa. Năm 1945, ông tham gia phong trào Việt Minh tại địa phương và gia nhập Đảng Cộng sản Đông Dương ngày 19 tháng 6 năm 1949. Ngày 1 tháng 5 năm 1950, Lê Khả Phiêu được tổ chức Việt Minh điều động gia nhập quân đội. Ông bắt đầu trưởng thành từ một binh nhì thăng tiến dần đến chức vụ Chính trị viên Đại đội thuộc Trung đoàn 66 Đại đoàn 304. Từ tháng 9 năm 1954 đến năm 1958, ông lần lượt giữ các chức vụ Phó chính trị viên, Chính trị viên tiểu đoàn rồi Chủ nhiệm chính trị Trung đoàn 66.
Từ tháng 6 năm 1961 đến năm 1966, ông lần lượt giữ chức vụ Phó trưởng ban, Trưởng ban Cán bộ tổ chức Sư đoàn 304, sau đó là Phó chính ủy, rồi Chính ủy kiêm Trung đoàn trưởng Trung đoàn 9, Sư đoàn 304. Năm 1967, Lê Khả Phiêu được điều động cùng Trung đoàn 9 vào chiến trường Trị Thiên, làm Chính ủy Trung đoàn. Năm 1968, ông làm Trưởng phòng Tổ chức Quân khu Trị Thiên. Đến năm 1970, là Phó chủ nhiệm Chính trị Quân khu Trị Thiên.
Tháng 5 năm 1974, khi Quân đoàn 2 được thành lập, ông được cử giữ chức Chủ nhiệm Cục chính trị Quân đoàn, hàm Thượng tá. Năm 1978, Lê Khả Phiêu là Phó chính ủy kiêm Chủ nhiệm Chính trị, rồi Phó tư lệnh về chính trị Quân khu 9, hàm Đại tá. Đồng thời ông cũng kiêm nhiệm một chức vụ dân sự là Phó Bí thư Khu ủy Khu IX. Tháng 4 năm 1984, Lê Khả Phiêu được thăng hàm Thiếu tướng, giữ chức vụ Chủ nhiệm chính trị, rồi Phó tư lệnh về chính trị kiêm Chủ nhiệm chính trị, Phó Bí thư Ban Cán sự Bộ Tư lệnh Quân tình nguyện Việt Nam tại Campuchia (mật danh Mặt trận 719).
Tháng 8 năm 1988, sau khi Việt Nam rút quân khỏi Campuchia, ông được thăng hàm Trung tướng và được điều về làm Phó Chủ nhiệm Tổng cục Chính trị Quân đội nhân dân Việt Nam. Tháng 9 năm 1991, Lê Khả Phiêu là Chủ nhiệm Tổng cục Chính trị Quân đội nhân dân Việt Nam. Năm 1992, ông được phong quân hàm Thượng tướng Quân đội nhân dân Việt Nam.

## Sự nghiệp chính trị
Tháng 6 năm 1991 tại Đại hội đại biểu toàn quốc lần thứ VII của Đảng, Lê Khả Phiêu được bầu là Ủy viên Ban Chấp hành Trung ương Đảng. Về phía quân đội, ông giữ chức Ủy viên Thường vụ Đảng ủy Quân sự Trung ương.
Tháng 6 năm 1992, tại Hội nghị Ban Chấp hành Trung ương lần thứ 13 của Đảng, Lê Khả Phiêu được bầu vào Ban Bí thư Trung ương Đảng. Tháng 1 năm 1994, tại Hội nghị đại biểu toàn quốc giữa nhiệm kỳ Đảng Cộng sản Việt Nam, ông được Ban Chấp hành Trung ương Đảng khoá VII bầu vào Bộ Chính trị.
Tháng 4 năm 1996 Lê Khả Phiêu được phân công làm Thường trực Ban Bí thư Ban Chấp hành Trung ương Đảng Cộng sản Việt Nam. Tại Đại hội Đại biểu toàn quốc khoá VIII Đảng Cộng sản Việt Nam vào tháng 6 năm 1996, ông được bầu làm Uỷ viên Ban Thường vụ Bộ Chính trị, Thường trực Bộ Chính trị Ban Chấp hành Trung ương Đảng Cộng sản Việt Nam, Trưởng Ban Bảo vệ Chính trị Nội bộ Trung ương.

## Tổng Bí thư

### Hoạt động nội bộ Đảng
Ngày 26 tháng 12 năm 1997 tại Hội nghị Trung ương lần thứ 4 Ban Chấp hành Trung ương Đảng (khoá VIII), Lê Khả Phiêu được bầu giữ chức vụ Tổng Bí thư Ban Chấp hành Trung ương Đảng Cộng sản Việt Nam, không lâu sau khi Đỗ Mười quyết định nghỉ hưu. Cùng ngày, ông cũng là Bí thư Quân ủy Trung ương. Trong nhiệm kỳ Tổng bí thư ông thực hiện chiến dịch chống tham nhũng và xây dựng chỉnh đốn lại Đảng. Trong diễn văn khai mạc Hội nghị Trung ương lần 2 (Khóa VIII), ông đã phân tích: "Sau gần 3 năm kể từ Đại hội Đảng lần thứ 8 năm 1996 đến nay, chúng ta đã phải thi hành kỷ luật 60.000 đảng viên, trong đó, khai trừ 11.000, có 1.108 người bị xử tù... Nếu Đảng không thấy được những yếu kém ấy, không tập trung, không kiên quyết khắc phục và ngăn ngừa có hiệu quả, thì rất có thể Đảng sẽ ngày càng tự biến chất, xa rời bản chất cách mạng của Đảng. Có phải nếu như chúng ta không khắc phục được, không ngăn ngừa được những yếu kém nói trên, nhất là về tư tưởng chính trị, về đạo đức, lối sống cũng như về nguyên tắc tập trung dân chủ trong Đảng, nó sẽ đưa đến nguy cơ tự hủy mình hay không?", với Nghị quyết số 10-NQ/TƯ, ra đời năm 1999 nói về "Một số vấn đề cơ bản và cấp bách trong công tác xây dựng đảng hiện nay", Bộ Chính trị, Ban chấp hành Trung ương mà đứng đầu là chính bản thân ông khi đó đã "xới lại, củng cố lại" nền móng công tác xây dựng, chỉnh đốn Đảng, nghị quyết này sau đó được thông qua vào ngày 2 tháng 2 năm 1999. Trong giai đoạn này ông Phiêu luôn truyền đi những thông điệp cứng rắn, mạnh mẽ góp phần xây dựng Đảng ngày càng trong sạch, vững mạnh. Nhưng ông cũng bị coi là thiên vị trong việc hỗ trợ và cân nhắc những người cùng quê Thanh Hóa vào những vị trí quan trọng và không muốn cải tổ doanh nghiệp nhà nước dù vậy ông đã góp phần chỉ đạo tiếp tục hoàn thiện thể chế kinh tế thị trường định hướng xã hội chủ nghĩa. Giai đoạn ông làm Tổng bí thư đã xảy ra vụ bất ổn ở Tây Nguyên vào năm 2001.

### Đối ngoại

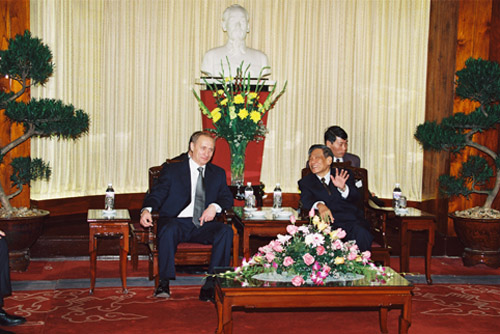
Tổng bí thư Lê Khả Phiêu tiếp Tổng thống Vladimir Putin tại Hà Nội, năm 2001

Lê Khả Phiêu chủ trương mở rộng quan hệ đối ngoại, khẳng định Việt Nam muốn làm bạn với tất cả các nước trên thế giới, với tinh thần "khép lại quá khứ hướng tới tương lai".

#### Hoa Kỳ
Ông là Tổng bí thư đầu tiên đón tiếp Tổng thống Hoa Kỳ là ông Bill Clinton sau khi hai quốc gia bình thường hóa quan hệ. Ngày 13 tháng 7 năm 2000, hai bên đã ký Hiệp định Thương mại song phương Việt Nam - Hoa Kỳ.

#### Trung Quốc
Việt Nam đã tăng cường quan hệ với Trung Quốc sau khi thiết lập lại quan hệ ngoại giao. 2 văn bản quan trọng đã được ký kết, Hiệp ước biên giới trên đất liền vào ngày 30 tháng 12 năm 1999 có hiệu lực vào ngày 6 tháng 7 năm 2000, Hiệp định phân định vịnh Bắc Bộ và Hiệp định hợp tác nghề cá ngày 25 tháng 12 năm 2000. Trong chuyến thăm đến Trung Quốc từ ngày 25 tháng 2 cho đến ngày 2 tháng 3 năm 1999 của ông, Giang Trạch Dân và Lê Khả Phiêu đã nêu ra phương châm 16 chữ "Láng giềng hữu nghị, hợp tác toàn diện, ổn định lâu dài, hướng tới tương lai".

### Quan hệ với các Cố vấn và từ chức
Ủy ban Cố vấn lúc bấy giờ có 3 vị là Đỗ Mười, Lê Đức Anh và Võ Văn Kiệt thì ông Phiêu có quan hệ tốt nhất là với ông Lê Đức Anh. Lê Đức Anh nguyên là Tư lệnh quân tình nguyện Việt Nam tại chiến trường Campuchia mà ông Lê Khả Phiêu là cấp phó, ông Lê Đức Anh đã giới thiệu ông với Tổng bí thư Đỗ Mười và được đồng ý làm người kế nhiệm. Tuy nhiên mối quan hệ 2 bên xấu đi khi ông Phiêu hạn chế vai trò của các Cố vấn do đây là chức vụ không chính thức (không có trong điều lệ Đảng). Cả 3 vị Cố vấn sau đó đã ký tên vào một lá thư phê bình Tổng bí thư Lê Khả Phiêu.
Tháng 4 năm 2001, Bộ Chính trị bỏ phiếu với tỉ lệ 12/6 đồng ý để ông Phiêu ở lại đến năm 2003. Nhưng ngày 17 tháng 4 năm 2001, tại buổi họp của các đại biểu ngay trước lúc chính thức khai mạc Đại hội IX, Ban chấp hành Trung ương đã đảo ngược quyết định của Bộ Chính trị và tiến hành bỏ phiếu. Lần bỏ phiếu đầu tiên số người đồng ý cho ông Lê Khả Phiêu nghỉ chỉ chiếm 50,5%, số không đồng ý là 49,5% và có 5 ủy viên Trung ương vắng họp. Trung ương sau đó đã bỏ phiếu lại vào ngày 18 tháng 4 năm 2001 dù bị các Cố vấn phản đối, trong lần bỏ phiếu này ông Phiêu chỉ còn một số phiếu rất thấp, ông chấp nhận từ chức trước Đại hội IX của Đảng vào ngày 22 tháng 4 năm 2001, chức vụ Cố vấn cũng bị bãi bỏ ngay sau đó.

## Nghỉ hưu và qua đời

### Nghỉ hưu

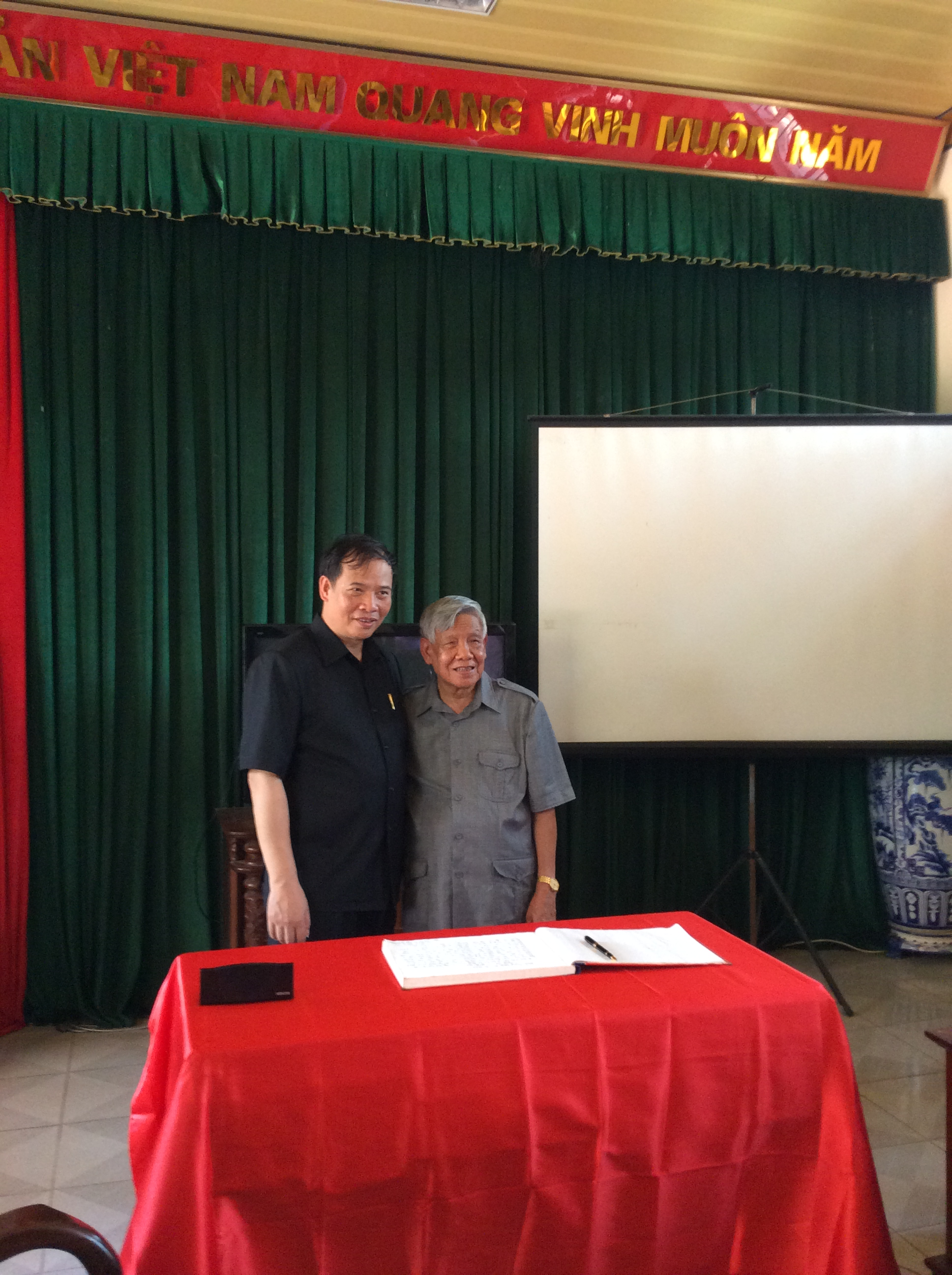
Ông Lê Khả Phiêu gặp Chủ tịch UBND tỉnh Hải Dương Nguyễn Mạnh Hiển ở tỉnh Hải Dương, năm 2014

Tháng 10 năm 2006, ông chính thức nghỉ hưu theo chế độ. Sau khi nghỉ hưu ông ít can thiệp vào chính trị mà thường đi đến các địa phương tham gia các hoạt động xã hội. Năm 2007, ông được Tổng bí thư Nông Đức Mạnh trao tặng Huân chương Sao Vàng. Năm 2014, ông nhận được huy hiệu 65 năm tuổi Đảng và 70 năm tuổi Đảng vào năm 2019.

### Qua đời

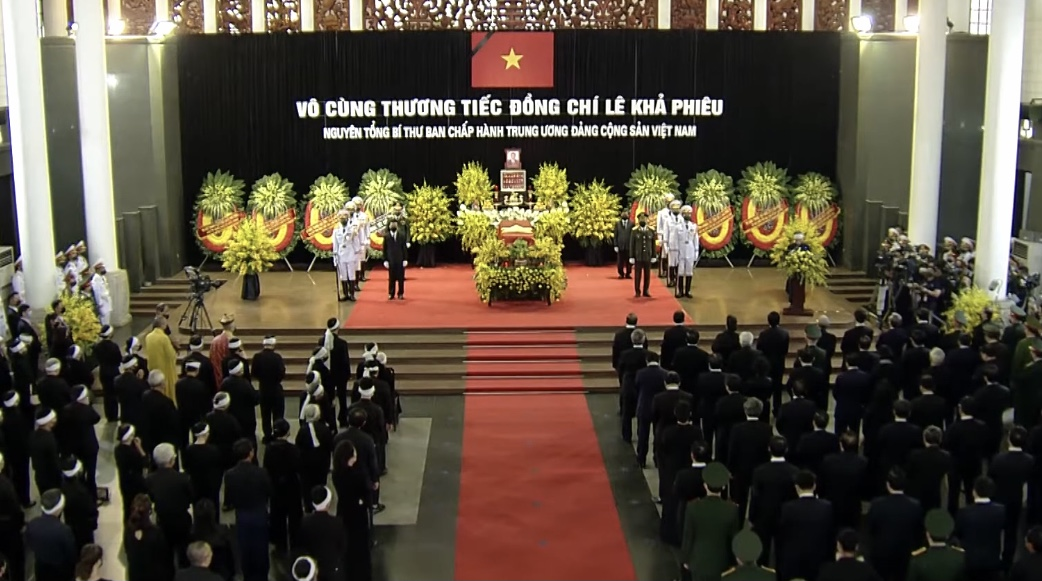
Tang lễ Lê Khả Phiêu được tổ chức tại Nhà tang lễ Quốc gia ở Hà Nội

Sau một thời gian lâm bệnh, ông qua đời vào lúc 2 giờ 52 phút, ngày 7 tháng 8 năm 2020 tại nhà riêng số 7/36/C1 phố Lý Nam Đế, phường Hoàn Kiếm, thành phố Hà Nội. Theo Văn phòng Ban chấp hành Trung ương Đảng cho biết, tang lễ dành cho nguyên Tổng bí thư Lê Khả Phiêu sẽ được tổ chức theo nghi thức Quốc tang trong 2 ngày, 14 và 15 tháng 8 năm 2020. Lễ viếng của ông được tổ chức tại Nhà tang lễ Quốc gia, số 5 Trần Thánh Tông, Hà Nội bắt đầu từ 8 giờ ngày 14 tháng 8 năm 2020 đến 12 giờ ngày 15 tháng 8 năm 2020. Lễ truy điệu được tổ chức vào 12h30 ngày 15 tháng 8 năm 2020 tại Nhà tang lễ quốc gia, số 5 Trần Thánh Tông, Hà Nội. Cùng thời gian này tại Hội trường Thống nhất tại Thành phố Hồ Chí Minh và Hội trường 25B, đường Quang Trung, Thành phố Thanh Hóa, tỉnh Thanh Hóa cũng tổ chức lễ viếng, lễ truy điệu nguyên Tổng bí thư Lê Khả Phiêu.
Theo di nguyện của Lê Khả Phiêu, sau khi mất, ông muốn được rải tro cốt xuống 3 dòng sông đã gắn liền kỉ niệm với cuộc đời ông nhưng do dịch bệnh COVID-19 diễn biến phức tạp nên gia đình không muốn kéo dài tang lễ. Theo một người thân trong gia đình Lê Khả Phiêu chia sẻ, 3 con sông đó là sông Mã, sông Hồng và sông Cửu Long. Vào 14 giờ cùng ngày, linh cữu của ông được đưa về Nghĩa trang Mai Dịch để an táng. Ông được chôn cất tại vị trí thứ 4, cạnh mộ Hoàng Quốc Việt và Lê Văn Lương, bên phải từ cổng nghĩa trang hướng vào sân chính.

### Gia đình

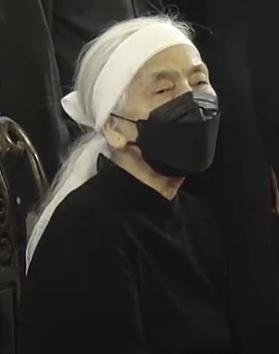
Bà Nguyễn Thị Bích, Phu nhân Nguyên Tổng bí thư tại tang lễ của chồng

Vợ của Lê Khả Phiêu là bà Nguyễn Thị Bích (1935 - 2022), từng là một giáo viên. 2 ông bà có 3 người con. Ông từng có 1 con nuôi tên Lan, người dân tộc Pa Kô, bà qua đời năm 1969 vì bệnh sốt rét.

## Di sản và đánh giá
Chính sách chống tham nhũng và chỉnh đốn xây dựng lại Đảng của ông đã đặt nền móng cho công cuộc chống tham nhũng của Việt Nam mà cố Tổng bí thư Nguyễn Phú Trọng đã tiếp tục, ông Cù Huy Hà Vũ nhận xét. Ông được đánh giá là người sát với thực tế khi còn là Tổng bí thư và là người rất tận tình và chu đáo, ông Phan Diễn (nguyên Bí thư Thường trực Ban Bí thư) khi nói về Lê Khả Phiêu. Ông được ca ngợi là một người Cộng sản chân chính, cống hiến hết mình cho nước nhà và cho quân đội.

## Tặng thưởng

### Huân chương
- Huân chương Sao vàng (2007).[18]
- Huân chương Quân công hạng Nhất.
- Huân chương Quân công hạng Nhì.
- Huân chương Quân công hạng Ba.
- Huân chương Kháng chiến hạng Nhất.
- Huân chương Chiến thắng hạng Ba.
- Huân chương Chiến công hạng Nhất.
- Huân chương Chiến công hạng Nhì.
- Huân chương Chiến công hạng Ba.
- Huân chương Chiến công giải phóng hạng Nhất.
- Huân chương Chiến công giải phóng hạng Nhì.
- Huân chương Chiến công giải phóng hạng Ba.
- Huân chương Chiến sĩ giải phóng hạng Nhất.
- Huân chương Chiến sĩ giải phóng hạng Nhì.
- Huân chương Chiến sĩ giải phóng hạng Ba.
- Huy chương Quân kỳ quyết thắng.
- Huân chương Chiến sĩ vẻ vang hạng Nhất, Nhì, Ba.
- Huân chương José Martí của Cộng hòa Cuba.
- Huân chương Tự do hạng Nhất của CHDCND Lào.
- Huân chương Chiến công Cách mạng của CHDCND Lào.
- Huân chương Bảo vệ Tổ quốc Hạng Nhất của Vương quốc Campuchia.
- Kỉ niệm chương vì sự nghiệp Quốc tế.
- Huy hiệu 65 năm tuổi Đảng (trao ngày 30 tháng 9 năm 2014).[19]
- Huy hiệu 70 năm tuổi Đảng Cộng sản Việt Nam (trao ngày 25 tháng 8 năm 2019).[20][21]

### Lịch sử thụ phong quân hàm
| Quân hàm |        |          |          |           |        |             |             |              |  |  |  |  |  |  |  |
| Cấp bậc  | Đại úy | Thiếu tá | Trung tá | Thượng tá | Đại tá | Thiếu tướng | Trung tướng | Thượng tướng |  |  |  |  |  |  |  |
|          |        |          |          |           |        |             |             |              |  |  |  |  |  |  |  |

### Vinh danh
Hiện nay, tên của ông được đặt tên cho tuyến quốc lộ 1A ở Thành phố Hồ Chí Minh, nối từ vòng xoay An Lạc đến giáp ranh tỉnh Long An cũ, thuộc địa bàn quận Bình Tân và huyện Bình Chánh. Tại Hà Nội, tên của ông được đặt cho tuyến quốc lộ 2, nối từ ngã tư Nội Bài đến giáp ranh tỉnh Vĩnh Phúc cũ.